# Isaflenses
 (septembre 2019).
Isaflenses (en berbère: Iflissen) était une tribu des confédérations berbères de la Kabylie que les romains appelaient Quinquégentiens "les cinq grandes tribus".
La tribu correspond aujourd'hui à celle des Iflissen.